# GSC 03089-00929
GSC 03089-00929 är en ensam stjärna i mellersta delen av stjärnbilden Herkules. Den har en skenbar magnitud av ca 12,4 och kräver ett teleskop för att kunna observeras. Baserat på parallax enligt Gaia Data Release 2 på ca 4,3 mas, beräknas den befinna sig på ett avstånd på ca 760 ljusår (ca 233 parsek) från solen. Den rör sig bort från solen med en heliocentrisk radialhastighet på ca 13 km/s.

## Nomenklatur
GSC 03089-00929 har på förslag från Liechtenstein fått namnet Pipoltr. Namnet valdes i NameExoWorlds-kampanjen under IAU:s 100-årsjubileum. Pipoltr betyder på en lokal dialekt i Triesenberg en ljus och synlig fjäril.

## Egenskaper
GSC 03089-00929 är en gul till vit stjärna i huvudserien av spektralklass G D. Den har en massa som är ca 0,93 solmassor, en radie som är ca 0,83 solradier och har ca 0,63 gånger solens utstrålning av energi från dess fotosfär vid en effektiv temperatur av ca 5 700 K. Stjärnan identifieras i SIMBAD som en variabel stjärna enligt 1SWASP-undersökningen.

## Planetsystem
År 2007 upptäcktes inom Trans-Atlantic Exoplanet Survey-programmet med hjälp av transitmetoden exoplaneten TrES-3b i omlopp kring primärstjärnan.
Analysen av transittidsvariationen avslöjade inga ytterligare planeter i kring stjärnan år 2020, och den fysiska mekanism som ligger till grund för variationer i transittidpunkten förblir fortfarande oförklarlig år 2022.
| Planet  | Massa                 | Halv storaxel (AE)       | Siderisk omloppstid (d) | Excentricitet | Inklination   | Radie            |
| ------- | --------------------- | ------------------------ | ----------------------- | ------------- | ------------- | ---------------- |
| TrES-3b | 1,910 +0,075−0,080 MJ | 0,02282 +0,00023−0,00040 | 1,30618652              | 0             | 81,89 ± 0,12° | 1,381 ± 0,033 RJ |